# Província d'Antsiranana
La província d'Antsiranana és una província de Madagascar amb una superfície de 43.406 km². Té una població d'1.188.425 habitants (juliol del 2001). La seva capital és Antsiranana.
La ciutat més important és Antsiranana, abans anomenada "Diego Suárez", nom que li van donar els portuguesos.

## Característiques
Està situada en una badia, tancada al mar amb només una entrada per on arriben vaixells que s'aprovisionen a la zona, ja que és l'únic mitjà de transport (el marítim) en no tenir carreteres que l'uneixin amb la Capital. També solen arribar vaixells de passatge i sobretot tonyinaires. Disposa d'un aeroport amb vols diaris a la capital i a Nosy Be. Té una superfície de 43.046 km², que en termes d'extensió és similar a la de Suïssa.

## Ciutats
- 1. Ambanja
- 2. Ambilobe
- 3. Andapa
- 4. Antalaha
- 5. Antsiranana Rural
- 6. Antsiranana Urban
- 7. Nosy Be
- 8. Sambava
- 9. Iharana